# ديك باتريك
ديك باتريك هو مسير رياضي كندي، ولد في 1946 في فيكتوريا في كندا.